# Метеон
Метеон или Медун е античен и средновековен град в Черна гора, разположен на 13 километра северно от столицата Подгорица.

## История
Метеон се споменава от Тит Ливий в неговата „История на Рим“ (Ab Urbe Condita Libri) (глави XXXIV, 23, 3, XXXII, 3), където той пише, че римляните покоряват областта Каравантия с града Метеон и описва този град като селище на илирийското племе лабеати. В Метеон, пише Тит Ливий, се извършва размяната на заложници по време на римско-македонската война между илирийския цар Генций и македонския Персей. По-нататък в глава XLIV, 32 Тит Ливий разказва, че след разгрома на илирите през 168 г.пр.н.е. край тогавашната им столица Скодра плененият Генций заедно с жена си и синовете си е доведен именно в Метеон, преди да го отведат в Рим.
През 1444 г. крепостта Медун е посочена като владение на великия войвода Стефан Косача. През следващата година Косача предава областта Горна Зета заедно с Медун на деспот Георги Бранкович. През 1452 г. един от войводите на Георги Бранкович отбранява Медун от Стефан I Църноевич, който по това време е на служба на Венецианската република. През 1455 г. деспот Бранкович предава Медун на османците.